# .pg
.pg is het internet landcode topleveldomein van Papoea-Nieuw-Guinea.
Registratie zou uitsluitend mogelijk kunnen zijn onder de tweedeniveaudomeinen .com.pg, .net.pg, .ac.pg, .gov.pg, .mil.pg, en .org.pg. In de praktijk blijkt de registrator zelf niet bereikbaar, waardoor registreren nogal wordt belemmerd.